# Hugonia afzelii
Hugonia afzelii är en linväxtart som beskrevs av Robert Brown och Jules Émile Planchon. Hugonia afzelii ingår i släktet Hugonia och familjen linväxter. Inga underarter finns listade i Catalogue of Life.